# Lochaline
Lochaline is een dorp op de noordelijke oever van het gelijknamige Loch Aline in de Schotse lieutenancy Inverness in het raadsgebied Highland.
Tussen Lochaline en Fisnish op Mull vaart een veerboot.